# Андрасс Йогансен
Андрасс Йогансен (фар. Andrass Johansen, нар. 16 листопада 2001, Торсгавн) — фарерський футболіст, півзахисник данського клубу «Фремад Амагер» та національної збірної Фарерських островів. Виступав також за клуб «Б36 Торсгавн»

## Клубна кар'єра
Андрасс Йогансен народився 2001 року в місті Торсгавн, та є вихованець футбольної школи місцевого клубу «Б36 Торсгавн». У 2018 році Йогансен розпочав грати в основній команді клубу, в якому виступав до 2025 року. З 2025 року футболіст грає у складі данського клубу «Фремад Амагер».

## Виступи за збірні
У 2017 році Андрасс Йогансен дебютував у складі юнацької збірної Фарерських островів, загалом на юнацькому рівні взяв участь у 4 іграх.
Протягом 2021—2022 років Йогансен грав у складі молодіжної збірної Фарерських островів. На молодіжному рівні зіграв у 5 офіційних матчах, забив 1 гол.
У 2022 році Андрасс Йогансен дебютував у складі національної збірної Фарерських островів. Станом на початок червня зіграв у складі національної збірної 6 матчів, у яких забитими голами не відзначився.